# 무굴인
무굴인(페르시아어: مغول)은 북인도와 파키스탄에서 문화적으로 관련된 여러 씨족으로, 이들은 자신들이 북인도 및 파키스탄 지역에 정착한 다양한 중앙아시아 몽골족의 후손이라고 주장하고 있다. 무굴이라는 용어는 문자 그대로 몽골을 의미하며, 무굴인이 세운 무굴 제국 또한 문자 그대로 몽골 제국을 의미한다.

## 같이 보기
- 튀르크몽골 전통